# 마쓰모토 교지
마쓰모토 교지(일본어: 松本 暁司, 1934년 8월 13일 ~ 2019년 9월 2일)는 일본의 축구 선수이다.

## 국가대표팀 경력
그는 1958년 12월28일 말라야과의 경기에서 일본 국가대표팀에 데뷔했다.

## 통계
| 일본 | 일본 | 일본 |
| 연도 | 출전 | 득점 |
| ---- | ---- | ---- |
| 1958 | 1    | 0    |
| 통산 | 1    | 0    |